# Kusochwostka rdzawoskrzydła
Kusochwostka rdzawoskrzydła (Heteroxenicus stellatus) – gatunek małego ptaka z rodziny muchołówkowatych (Muscicapidae), występujący w południowej części Azji. Nie jest zagrożony wyginięciem.

## Systematyka i zasięg występowania
Jedyny przedstawiciel rodzaju Heteroxenicus. Wyróżniono dwa podgatunki H. stellatus:
- Heteroxenicus stellatus stellatus – środkowe Himalaje do południowych Chin i północno-wschodniej Mjanmy.
- Heteroxenicus stellatus fuscus – północno-zachodni Wietnam.

Spotykany w przedziale wysokości 1800–4265 m n.p.m.

## Morfologia
Długość ciała 12–13 cm; masa ciała 19–23 g.

## Pożywienie
Żywi się owadami i nasionami.

## Status
IUCN uznaje kusochwostkę rdzawoskrzydłą za gatunek najmniejszej troski (LC, Least Concern) nieprzerwanie od 2000 roku; wcześniej, od 1988 roku uznawano ją za gatunek bliski zagrożenia (NT, Near Threatened). Liczebność populacji nie została oszacowana, ale ptak ten opisywany jest jako rzadki i lokalnie występujący. Trend liczebności populacji uznawany jest za stabilny.